# Бомба Тайбі
Бомба Тайбі (англ. Tybee Bomb) — воднева бомба США під кодовою назвою «Марк 15», яка була загублена у водах поблизу узбережжя штату Джорджія, США 5 лютого 1958 р. Бомба опинилася в морі внаслідок аварії під час військових навчань: бомбардувальник B-47 «Стратоджет» з бомбою на борту зіткнувся в повітрі з винищувачем F-86 «Сейбр». Декілька пошукових операцій були невдалими і точне місце її перебування не знайшли. Припускають, що бомба лежить у ґрунті на морському дні неподалік берегів острова Тайбі.

## Обставини інциденту
Під час навчань бомбардувальник Б-47 прямував з військової бази у Флориді і мав на борту 3500-кілограмову водневу бомбу «Марк 15». Близько другої години ночі він зіткнувся в повітрі з винищувачем F-86. У результаті аварії винищувач був повністю зруйнований і льотчик катапультувався. Бомбардувальник був пошкоджений, але залишався в повітрі. З огляду на можливість падіння літака і загибелі екіпажу, екіпаж запитав дозвіл скинути вантаж, щоб надати літаку можливість приземлитися. Дозвіл було надано й бомбу викинули з висоти 2200 м — таким чином, швидкість її падіння мала бути 370 км/г. Вибуху при падінні не було зафіксовано. Полегшений таким чином пошкоджений літак вдалося посадити на військовій базі в штаті Джорджія.

## Пошуки бомби
6 лютого 1958 р. військові літаки США розпочали пошуки бомби за допомогою стаціонарних та підвішених на кабелі гідролокаторів на місці аварії. 16 квітня 1958 р. пошуки офіційно закінчилися без результату і бомбу не було знайдено. На підставі аналізу різних факторів було заявлено, що бомба вочевидь лежить під шаром морського ґрунту від 2 до 5 м близ узбережжя штату Джорджія.
У 2001 р. ВПС США провели спеціальне дослідження стосовно можливої загрози життям мешканців навколишньої місцевості. На момент падіння бомба «Марк 15» була довжиною 4 м і важила 3500 кг. Вона містила 180 кг звичайної вибухівки і збагачений уран. За висновком військової комісії бомба не являла істотної загрози для навколишнього середовища, оскільки до початку перельоту на борту Б-47 з неї зняли плутонієву капсулу, необхідну для здійснення ядерного вибуху. Пілот бомбардувальника натомість стверджував, що бомба була спорядженою, коли він злітав у Флориді. Представники збройних сил також підтвердили, що бомба містить небезпечні вибухові речовини і радіоактивний збагачений уран, які потенційно можуть являти екологічну небезпеку або загрозу потрапляння цих речовин в інші руки. На думку спеціалістів, найкращим було залишити бомбу в ґрунті на морському дні, замість спроб витягти її ризикувати потенційним вибухом чи забрудненням навколишнього середовища.
У 2004 р. були організовані нові пошуки бомби і керівник експедиції, відставний генерал Дерек Дюк повідомив, що нарешті було встановлене місцезнаходження загубленої бомби — на глибині близько 6 метрів, на відстані близько 2 км від берега. Точне місцезнаходження бомби вдалося встановити завдяки вимірювачеві радіації Гейгера. На місці падіння бомби рівень радіації перевищував норму у сім — десять разів. Остаточний звіт керівництва військової авіації США був оприлюднений у червні 2005 р. У ньому заперечувався факт знайдення бомби, а високий радіаційний рівень пояснювався природними факторами[джерело?].